# Shahriyar (stad)
Shahriyar (persiska: شهريار), även kallad Ali Shah Avaz (علی شاه عوض), är en stad i provinsen Teheran i norra Iran. Den ligger cirka 40 kilometer väster om huvudstaden Teheran och har lite mer än 300 000 invånare. Staden är administrativt centrum för delprovinsen Shahriyar.